# Nationale weg 169 (Japan)
Autoweg 169 (国道169号, Kokudō hyakurokujūkyū-gō) is een Japanse nationale autoweg die Nara (prefectuur  Nara) verbindt met de stad  Shingū (prefectuur Wakayama). De autoweg werd in gebruik genomen in 1953.

## Overzicht
- Lengte: 189,9 km
- Beginpunt: Nara (Autoweg 169 start aan het knooppunt met Autoweg 369 )
- Eindpunt:  Shingū (Autoweg 169 eindigt aan het knooppunt met Autoweg 42)

## Gemeenten waar de autoweg passeert
- Prefectuur Nara
  - Nara - Tenri - Sakurai - Kashihara - Asuka (district Takaichi) - Takatori (district Takaichi) - Ōyodo (district Yoshino) - Yoshino (district Yoshino) - Kawakami (district Yoshino) - Kamikitayama (district Yoshino) - Shimokitayama (district Yoshino)
- Prefectuur Mie
  - Kumano
- Prefectuur Wakayama
  - Kitayama (district Higashimuro) - (Totsukawa (district Yoshino)) -  Shingū

## Aansluitingen
- Autoweg 369: in Nara
- Nishi-Meihan-snelweg en Autoweg 25: in Tenri
- Autoweg 165 : in Sakurai
- Autoweg 165 en Autoweg 24: in Kashihara
- Autoweg 370: in Ōyodo (district Yoshino)
- Autoweg 309 : in Kamikitayama
- Autoweg 425 : in Shimokitayama
- Autoweg 309、: in Kumano
- Autoweg 311: in Totsukawa
- Autoweg 168 en Autoweg 311: in  Shingū
- Autoweg 42: in  Shingū